# 国際連合安全保障理事会決議915
国際連合安全保障理事会決議915（こくさいれんごうあんぜんほしょうりじかいけつぎ915、英語: United Nations Security Council resolution 915）は、1994年5月4日に全会一致で採択された国際連合安全保障理事会決議である。同年の決議910を再確認し、ブトロス・ブトロス＝ガーリ事務総長の勧告に基づき、アオゾウ地帯をチャド領とする国際司法裁判所の判決を受けて、同地帯からのリビア軍の残党の撤退を監視する国際連合アオゾウ帯監視団（UNASOG）を設置した。
安保理は、リビアのスルトで両国が締結した協定において、リビアの撤退を監視するための国連の介在が規定されていることから、両国の平和的関係を促進するために監視団を設置した。
UNASOGは、この決議の採択から最大40日間の期限で設置されることが決定された。UNASOGは、9人の国連監視員と6人の支援スタッフで構成され、協定の履行状況を監視する。両国に対してガーリ事務総長への協力、特に移動の自由を与えることが求められた。
また、UNASOGがリビアへの移動に使用する航空機については、リビアに対する国際制裁、特に1992年の決議748の適用対象外することを決定した。安保理は、国際連合憲章第7章に基づき、UNASOGミッションにこの規定を適用しないことを決定し、決議748で設立された委員会から事務総長に飛行状況を報告し、安保理に進展を報告するよう要請した。